# Imperial (Nebraska)
Imperial é uma cidade localizada no estado americano de Nebraska, no Condado de Chase.

## Demografia
Segundo o censo americano de 2000, a sua população era de 1982 habitantes.
Em 2006, foi estimada uma população de 1849, um decréscimo de 133 (-6.7%).

## Geografia
De acordo com o United States Census Bureau tem uma área de 6,5 km², dos quais 6,5 km² cobertos por terra e 0,0 km² cobertos por água. Imperial localiza-se a aproximadamente 1003 m acima do nível do mar.

## Localidades na vizinhança
O diagrama seguinte representa as localidades num raio de 40 km ao redor de Imperial.